# 藤原仲実
藤原 仲実（ふじわら の なかざね）は、平安時代後期の公卿。藤原北家閑院流、大納言・藤原実季の三男。官位は正二位・権大納言。鳥羽天皇の外伯父。桟敷または高松を号す。

## 経歴
白河朝の承保3年（1076年）侍従に任官。永保元年（1081年）頃に従四位下・左近衛少将に叙任されると、応徳元年（1084年）従四位上、応徳3年（1086年）右近衛中将、応徳4年（1087年）正四位下と近衛次将を務めながら順調に昇進する。寛治5年（1091年）正月に媞子内親王（堀河天皇の准母）が中宮に立てられると中宮権亮を兼ね、まもなく蔵人頭に補せられ、翌寛治6年（1092年）参議に任ぜられて公卿に列した。
議政官の傍らで引き続き近衛中将を兼帯し、嘉保3年（1096年）従三位、永長2年（1097年）正三位と昇叙されている。康和4年（1102年）従二位・権中納言に叙任された。康和5年（1103年）正月に正二位に叙せられるが、まもなく妹で堀河天皇の女御であった藤原苡子が宗仁親王を産む。同年8月に宗仁親王は春宮に立てられ、嘉承2年（1107年）即位（鳥羽天皇）したため、兄の権大納言・藤原公実とともに仲実は天皇の外伯父となるが、特別な昇進に与ることはなかった。永久3年（1115年）権大納言に至る。
保安2年（1121年）腫瘍を病み、12月4日に辞職すると、7日に出家し、23日に薨去した。享年58。

## 官歴
注記のないものは『公卿補任』による。
- 日付不詳：従五位下
- 承保3年（1076年） 12月：侍従
- 承暦2年（1078年） 正月5日：従五位上（侍従労）、兼丹後守（別功）
- 時期不詳：重任。正五位下。左近衛少将
- 永保元年（1081年） 正月5日：従四位下（陽明門院治暦四年御給）[2]。
- 応徳元年（1084年） 日付不詳：従四位上[2]
- 応徳2年（1085年） 2月15日：兼備中守[3]
- 応徳3年（1086年） 11月20日：右近衛中将[2]
- 応徳4年（1087年） 正月5日：正四位下（院当年御給）[2]
- 寛治5年（1091年） 正月22日：兼中宮権亮（媞子内親王立后日）。正月28日：蔵人頭（頭中将）、止守。12月24日：服解（父）[2]
- 寛治6年（1092年） 3月25日：復任[4]。4月26日：参議、中将如元
- 寛治7年（1093年） 2月5日：兼播磨権守[4]
- 嘉保3年（1096年） 正月5日：従三位（去寛治元年大嘗会主基国司賞、備中守）[4]
- 永長2年（1097年） 正月29日：止権守[2]。4月26日：正三位（祇園行幸行事賞）[4]
- 承徳2年（1098年） 正月27日：兼備中権守[2]
- 康和4年（1102年） 正月23日：権中納言[4]。3月20日：従二位（御賀院司賞）
- 康和5年（1103年） 正月2日：正二位（行幸鳥羽院院司賞）
- 永久3年（1115年） 4月28日：権大納言
- 保安2年（1121年） 12月4日：辞職（依二禁）。12月7日：出家。12月23日：薨去

## 系譜
- 父：藤原実季
- 母：藤原睦子 - 藤原経平の娘
- 妻：藤原顕季の娘
  - 長男：藤原実衡（高松中納言）（1100-1142）
  - 男子：藤原公頼
  - 女子：藤原実隆室
- 妻：藤原惟綱の娘
  - 男子：藤原季輔
- 生母不明の子女
  - 男子：藤原季重
  - 男子：藤原季兼
  - 男子：実命
  - 男子：円良
  - 女子：藤原宗能室